# LF-1 (航空機)
LF-1 ツァウンケーニッヒ
ドイツ博物館の所蔵されているツァウンケーニッヒ D－EBCQ、2008年7月
- 用途：STOL機
- 設計者：ヘルマン・ヴィンター博士（Prof. Ing. Hermann Winter）
- 製造者：ブラウンシュヴァイク工科大学（Technische Universität Braunschweig）
- 初飛行：1940年12月
- 生産数：2機

LF-1 ツァウンケーニッヒ（LF-1 Zaunkönig）は、1939年にヘルマン・ヴィンター博士（Prof. Ing. Hermann Winter）により設計された単座の短距離離着陸（STOL）機である。

## 設計と構造
LF-1は低地ザクセン州のブラウンシュヴァイク工科大学（Technische Universität Braunschweig）のヘルマン・ヴィンター博士と学生の手で作製された。ヴィンター博士は、フィーゼラー Fi 156で有名なフィーゼラー社の元技術者であった。LFという機名は「Langsames Flugzeug」（低速航空機）から名付けられた。試作初号機のLF-1 V1は1940年に製作され、12月にヴィンター博士の操縦により初飛行を行った。飛行テストが続けられたが1942年11月に主翼の一部が脱落したことで機体は墜落した。試作2号機のV2が1943年に製作され、登録記号「D-YBAR」で登録された。この機体は軍事利用のテストに使用され、一時期パンツァーファウスト100を装備したことさえあった。
LF-1は翼幅 8.05 m、全長6.08 m、最大離陸重量 352 kgで50 hpのツェンダップ Z9-92エンジンを装備していた。本機は100 m x 20 m程度の広さで運用が可能であり、フラップ最大時の失速速度は50 km/h、巡航速度は85 km/hであった。LF-1は支柱で支えられたパラソル型の主翼と高い位置にある尾翼を持っていた。
「フールプルーフ」練習機用の安全概念で設計されたツァウンケーニッヒは、僅か1時間の地上講習を受けただけの素人パイロットやグライダーの操縦経験がある者の場合は5分間の講習だけで飛ばせることを目的としていた。この結果ツァウンケーニッヒは、失速もせず錐揉み状態にも入らない機体となった。

## 歴史

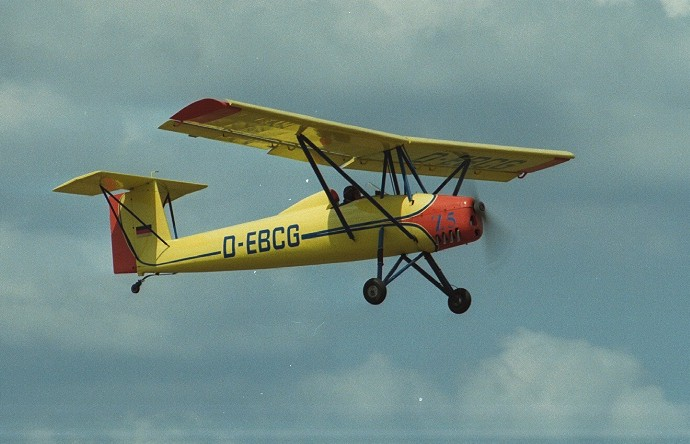
飛行するD-EBCG機

両機共に世界大戦を生き延び、初号機のD-YBARはファーンボロの王立航空研究所（RAE）に持ち去られ登録記号VX190として低速飛行テストに使用された。そこではその他の航空機に混じってエリック・”ウィンクル”・ブラウンにより飛行テストに掛けられた。また、当時のRAEの空力部門の長であったハンデル・デーヴィス（Handel Davies）は、複式操縦装置を備えたマイルズ・マジスターに同乗して1回の飛行と半時間の地上教習を受けただけでこの機体で単独飛行を行った。その後、1949年6月にG-ALUAとして英国の個人オーナーに売却され、その後アイルランドのオーナーに売却されたときにEI-AYUとなり1976年にドイツに戻ってきてD-EBCQとなった。現在（2008年）、本機はミュンヘン近郊オーベルシュライスハイムのドイツ博物館に所蔵されている。
英国の高評価に後押しされてヘルマン・ヴィンター博士は3機目のLF-1を製作することにした。製作は1954年に始まり、この機体は戦後ブラウンシュヴァイクでドイツ連邦航空局（Luftfahrt-Bundesamt）から耐空証明を取得した最初の航空機となり「D-EBAR」で登録された。ヴィンター博士は、ツァウンケーニッヒが全ての人々が購入できる（価格は約DM 6,000）国民機となることを期待していた。1957年4月28日、第二次世界大戦時のドイツ空軍のエース・パイロットであるハインツ・ベールがD-EBAR機で定例の飛行点検を実施していた。ベールは機体を点検項目の最終機動であるフラットスピンに入れた。機体は高度50メートル (160 ft)までスピン降下し、コントロールを回復できずにベールは頭部に致命的な傷を負い、ブラウンシュヴァイク＝ヴァッグン（Braunschweig-Waggum）で墜落した。機体は修復不可能なほど損傷し、廃棄された。
当時4機目のLF-1 V4が既に製作中であり、この機体はV3の墜落事故の数カ月間後に飛行した。1958年に耐空証明を取得し「D-ECER」で登録されたこの機体は、1968年にヴィンター博士が死去するまで数年間ドイツで飛行していた。1980年に修復されると「D-EBCG」として1999年まで飛行し、2008年現在フィリンゲン＝シュウェニンゲン近郊のマンフレート・プフルム航空博物館（Luftfahrtmuseum Manfred Pflumm）に所蔵されている。

## 要目
（LF-1）
- 乗員：1名
- 全長：6.08 m
- 全幅：8.05 m
- 全高：2.38 m
- 翼面積：9.20 m²
- 空虚重量：256 kg
- 最大離陸重量：352 kg
- エンジン：ツェンダップ Z9-92、50 hp
- 最大速度：180 km/h
- 巡航速度：85 km/h
- 巡航高度：4,650 m
- 航続距離：400 km
- 上昇率：